# Джин, Яна Нодаровна
Яна Нодаровна Джин (полная фамилия Джинджихашвили, род. 1969, Тбилиси) — американская поэтесса.

## Биография
Родилась в Тбилиси. Жила в Москве. В 1980 году вместе с отцом эмигрировала в США, где изучала философию. Её первая книга стихов «Bits and Pieces of Conversations» опубликована в США в 1994 году. Её отец — писатель Нодар Джин.
Стихи в переводе на русский язык впервые опубликованы в 1997 году в «Литературной газете» в рубрике «Новая литературная звезда», затем последовали публикации в литературных журналах «Дружба народов» и «Новый мир». Её переводы Владимира Гандельсмана появились в американском журнале «Metamorphoses» и в антологии.
В 2000 году в Москве опубликована книга стихов Яны Джин (на английском и русском языках) «Inevitable», получившая признание критиков. В 2003 году в издательстве OGI вышла её третья книга стихов «Царство сомнений». Раз в две недели она вела общественно-политическую колонку «Письма из Америки» для англоязычных «Московских новостей».
Ранее она жила в Вашингтоне и принимала участие в мероприятиях в The DC Arts Center.
В настоящее время живёт в Нью-Йорке.